# Manilkara rufula
Manilkara rufula là một loài cây gỗ thuộc họ hồng xiêm. Đây là loài đặc hữu của đông bắc các khu rừng ven núi của các bang Bahia, Sergipe, Pernambuco, Paraíba, Ceará và Piauí của Brasil.
Mặc dù có ở nhiều nơi nhưng số lượng của chúng không nhiều hoặc trên đà giảm sút do bị mất môi trường sống.